# Fermín Merlo
Fermín Merlo (* 28. April 1992 in Buenos Aires) ist ein argentinischer Jazzmusiker (Schlagzeug, Vibraphon).

## Leben und Wirken
Merlo wurde als Sohn des Kontrabassisten Hernán Merlo früh an die Musik herangeführt. Mit neun Jahren erhielt er Schlagzeug-Unterricht. Als Jugendlicher war er bereits aktiver Teil der argentinischen Szene und spielte in diversen Projekten in wichtigen Clubs und auf Festivals in Südamerika. Mit 15 Jahren erhielt er Unterricht in New York City bei Nasheet Waits, Barry Altschul und Johnathan Blake. In den Bands von Tim Berne, Tony Malaby, Leo Genovese, Ralph Alessi, Mike Moreno und John Hollenbeck tourte er international. Mit dem Trio von Maximiliano Kirszner legte er das Album Glosalia (2015) vor.
Seit seiner Ankunft in Berlin im Jahr 2018 arbeitete Merlo u. a. mit Elias Stemeseder, Uli Kempendorff, Johannes Fink, Felix Henkelhausen und dem Gitarristen Francisco Batista. Mit Igor Spallati gehört er zum Trio von Julius Windisch, mit dem er das Album Pros and Cons bei Double Moon Records veröffentlichte und auch beim Bayerischen Jazzweekend in Passau mit guten Kritiken vorstellte. 
Weiterhin ist er auf Alben von Hernán Merlo, zunächst Parábola (Sofá Records 2008), und auf Marco Sanguinettis Album 9 zu hören. In James Banners Usine arbeitete er mit Cansu Tanrıkulu (Rundfunkmitschnitt aus dem A-Trane 2020).